# カワイオカムラ
カワイオカムラ（Kawai+Okamura）は、1993年に川合匠（かわいたくみ、大阪市出身、1968年 - ）と岡村寛生（おかむらひろき、京都市出身、1968年 - ）によって結成された日本のアートユニット、映像作家ユニット、現代美術家。2000年頃からはアニメーションを主とした映像作品を国内外で発表している。

## 来歴
川合匠（かわいたくみ）1968年大阪生まれ。岡村寛生（おかむらひろき）1968年京都生まれ。京都市立芸術大学大学院在学中の1993年にカワイオカムラ結成。彫刻と絵画が合体した巨大なライトボックス作品などを制作していたが、徐々にその絵画的、造形的要素は映像の中へと展開し、1997年の個展「オーバー・ザ・レインボウ」（アートスペース虹）では初の映像作品を発表、同作品は1998年にパリで開催された展覧会「どないやねん - 現代日本の創造力 - Donai yanen! Et maintenant!」でも展示された。2000年放送テレビ東京『バミリオン・プレジャー・ナイト』への参加、《ヘコヒョン7  Ficfyon7》（2004年）の制作によって、デジタル・モデルアニメーションによる独自の作風を確立、第65回ロカルノ国際映画祭（2012年、スイス）で初公開された 《コロンボス Columbos》（2012年）は、第53回クラクフ国際映画祭（2013年、ポーランド）で国際短編部門アニメーション最優秀賞、アルスエレクトロニカ・フェスティバル2014（オーストリア）ではコンピュータアニメーション／映画／VFX部門栄誉賞を受賞した。2016年、京都市立芸術大学ギャラリー@KCUAにて個展「ムード・ホール」を開催
。フル3DCGアニメーションとして完成された《ムード・ホール  Mood Hall》（2019年）は第14回ANIMATOU国際アニメーション映画祭（2019年、スイス）エクスペリメンタルフィルム部門で最高賞を受賞した。二人はともに京都芸術大学芸術学部情報デザイン学科教授。

## 主な展覧会・芸術祭
- 1997年 - 個展『オーバー・ザ・レインボウ』アートスペース虹、京都
- 1998年 - グループ展『どないやねん - 現代日本の創造力 - Donai yanen! Et maintenant!』エコール・デ・ボザール、パリ、フランス
- 1999年 - 個展『四角いジャンル』京都市四条ギャラリー、京都
- 1999年 - グループ展『ドーナッツ展』オン・サンデーズ（ワタリウム美術館）、東京
- 2001年 - グループ展『キョウト×アムステルダム - ニュー・ダイレクションズ - 』京都芸術センター、smart project 他、京都、アムステルダム、オランダ
- 2002年 - グループ展『ビデオ・ラリー』ギャラリーそわか、京都
- 2003年 - グループ展『Premonition-M』大阪成蹊大学綜合芸術研究センタースペースB、京都
- 2005年 - グループ展『キリンアートプロジェクト2005』タマダプロジェクトアートスペース、東京、KPOキリンプラザ大阪
- 2006年 - グループ展『Move on Asia - Clash and Network - 』トーキョーワンダーサイト渋谷他アジア6カ国12カ所の会場
- 2006年 - グループ展 『取手アートプロジェクト2006』取手市旧戸頭終末処理場、茨城
- 2007年 - 個展『カワイオカムラマ - Summertime Blues Animation - 』京都芸術センター、京都
- 2007年 - 個展『クリテリオム71』水戸芸術館現代美術ギャラリー第9室、茨城
- 2007年 - グループ展『2007 Asian Art Biennial』国立台湾美術館、台北、台湾
- 2009年 - グループ展『First Passage』アートコートギャラリー、大阪
- 2015年 - グループ展『國府理の仕事と仲間たち』アートコートギャラリー、大阪、東京
- 2016年 - 個展『ムード・ホール』京都市立芸術大学ギャラリー@KCUA、京都
- 2021年 - グループ展『第13回恵比寿映像祭』、東京都写真美術館、東京
- 2022年 - FU:BAR - GLITCH ART FESTIVAL - GLITCH ART EXHIBITION 2022、ザグレブ、クロアチア

## 主な映画祭
- 2001年 - 『The Images Festival of Independent Film and Video』、トロント、カナダ 《ヘッドレス3001シリーズ》
- 2002年 - 『調布映画祭 第5回ショートフィルムコンペティション』、東京（特別賞）《ヘコヒョン7》
- 2005年 - 『第1回アンダー10ミニッツデジタルシネマフェスティバル』、東京（グランプリ）《ヘコヒョン7》
- 2005年 - 『RESFEST 2005 Japan Tour』東京、他全国5カ所の会場 《ヘコヒョン7》
- 2011年 - 『現代日本映画番外編 - 関西からの声 - 』、パリ日本文化会館、パリ、フランス 《ヘコヒョン・ナイン》
- 2012年 - 『Locarno International Film Festival』、ロカルノ、スイス 《Columbos》
- 2012年 - 『London International Animation Festival』、ロンドン、UK 《Columbos》
- 2012年 - 『Eyeworks Festival of Experimental Animation』、シカゴ、USA 《Columbos》
- 2013年 - 『International Film Festival Rotterdam』、ロッテルダム、オランダ 《Columbos》
- 2013年 - 『Anima Festival (The Brussels Animation Film Festival)』、ブリュッセル、ベルギー 《Columbos》
- 2013年 - 『Flatpack Festival』、バーミンガム、UK 《Columbos》
- 2013年 - 『Krakow Film Festival』、クラクフ、ポーランド（国際短編部門アニメーション最高賞） 《Columbos》
- 2013年 - 『The FILE – Electronic Language International Festival』、サンパウロ、ブラジル 《Columbos》
- 2013年 - 『CutOut Fest International Animation Festival』、ケレタロ、メキシコ 《Columbos》
- 2013年 - 『L'Alternativa the Barcelona Independent Film Festival』、バルセロナ、スペイン 《Columbos》
- 2013年 - 『Indie Cork a festival of independent cinema』、コーク、アイルランド 《Columbos》
- 2014年 - 『Ars Electoronica アルス・エレクトロニカ 2014』、リンツ、オーストリア（栄誉賞） 《Columbos》
- 2015年 - 『FILMFEST DRESDEN International Short Film Festival』、ドレスデン、ドイツ 《Columbos》
- 2017年 - 『Milano Film Festival season22 - Cinematographic Journey. Japanese visions』、ミラノ、イタリア 《Columbos》
- 2019年 - 『Animatou International Animation Film Festival 2019』、ジュネーブ、スイス（エクスペリメンタルフィルム部門最高賞）《Mood Hall》
- 2020年 - 『49th Festival Nouveau Cinéma de Montréal』、モントリオール 、カナダ 《Mood Hall》
- 2022年 - 『The FILE – Electronic Language International Festival』、サンパウロ、ブラジル 《Mood Hall》

## 劇場公開
- 2020年 - ムード・ホール  Mood Hall　出町座、京都

## テレビ番組
- 2000年 - テレビ東京『バミリオン・プレジャー・ナイト』（制作：吉本興業 監督: 石橋義正）に制作参加

## 作品収録DVD
- 『Vermilion Pleasure Night Volume 2』「ヘッドレス#3」（全5回シリーズ）（KADOKAWA メディアファクトリー）
- 『Vermilion Pleasure Night Volume 3』「HOLY AND CHEAP」（KADOKAWA メディアファクトリー）
- 『Vermilion Pleasure Night Volume 4』「ヘッドレス#4」（全5回シリーズ）（KADOKAWA メディアファクトリー）
- 『アンダー10ミニッツデジタルシネマフェスティバル ベスト・セレクション』「ヘコヒョン7」（エイベックス・マーケティング・コミュニケーションズ）
- 『L'Animation indépendante japonaise - Volume 1』「コロンボス COLUMBOS」（Les Films du Paradoxe）